# 51

51(오십일)은 50보다 크고 52보다 작은 자연수다.

## 수학
- 합성수로, 그 약수는 1, 3, 17, 51이다. 진약수의 합은 21이므로, 51은 부족수다.
  - 18번째 반소수다. 앞의 반소수는 49, 다음 반소수는 55다.
- 6번째 모츠킨 수다. 앞의 모츠킨 수는 21, 다음은 127이다.
- 6번째 오각수다. 앞의 오각수는 35, 다음은 70이다.
- 3번째 십팔각수다. 앞의 십팔각수는 18, 다음은 100이다.
- 5번째 중심있는 오각수다. 앞의 중심있는 오각수는 31, 다음은 76이다.

## 과학·기술
- 안티모니(Sb)의 원자번호.
- 웹 안전 색상의 색상코드가 각 자리마다 모두 51(십진법 기준)의 배수로 이루어져 있다.
- 파커 51: 파커의 만년필.

## 교통
- 고속도로
  - 유럽 고속도로 51호선: 독일 베를린에서 뉘른베르크까지 이어지는 유럽 고속도로.
- 국도 제51호선
  - 일본 51번 국도: 지바현 지바시 주오구에서 이바라키현 미토시까지 이어지는 일본의 일반 국도.
- 기타 도로
  - 현도 제51호선

## 군사
- 51구역: 미국 네바다주에 있는 군사 작전 지역.
- U-51: 독일의 군용 잠수함. 제1차 세계 대전에 사용된 1915년제 모델(영어판)과 제2차 세계 대전에 사용된 1938년제 모델(영어판)이 있다.

## 문화유산
- 대한민국의 국보 제51호: 강릉 임영관 삼문
- 대한민국의 보물 제51호: 문경 내화리 삼층석탑
- 대한민국의 사적 제51호: 김해죽도성 (해제)[a]

## 방송
- 스카이라이프의 ENA 스토리 채널 번호.
- 지니 TV의 SPOTV 채널 번호.
- B tv의 SBS 펀E 채널 번호.
- U+ TV의 OCN 무비스2 채널 번호.
- LG헬로비전의 OCN 무비스 채널 번호.
- B tv 케이블의 스크린 채널 번호.

## 작품
- 《51구역》(2011): 미국의 공포 영화. 미국 네바다주에 있는 군사 작전 지역인 51구역을 배경으로 한다.

## 기타
- 날짜: 5월 1일
- 연도: 51년, 기원전 51년